# 금수미앙
《금수미앙》(중국어 간체자: 锦绣未央, 정체자: 錦繡未央, 병음: Jǐnxiù wèiyāng 진슈웨이양[*], Princess Weiyoung 프린세스웨이양[*])은 2016년 방송되었던 중국의 드라마이다.

## 등장 인물
- 탕옌(唐嫣) : 이미앙(李未央) / 풍심아(馮心兒) 역
- 뤄진(罗晋) : 탁발준(拓跋浚) 역
- 우젠하오(吳建豪) (유년기: 황하이거(黄海格) / 소년기: 황톈치(黄天齐)) : 탁발여(拓跋余) 역
- 마오샤오퉁(毛晓彤) : 이상여(李常茹) 역
- 리신아이(李心艾) : 이장락(李長樂) 역

### 북위의 왕족
- 류시밍(劉錫明) : 탁발도(拓跋燾) 역
- 완메이시(万美汐) : 혁련황후(赫連皇后) 역
- 딩쯔링(丁子玲) : 여소의(閭昭儀) 역
- 왕위정(王羽铮) : 탁발황(拓跋晃) 역
- 쉬룽전(許榕真) : 태자비(太子妃) 역
- 장톈양(张天阳) : 탁발한(拓跋翰) 역
- 천위치(陈钰琪) : 탁발적(拓跋迪) 역
- 허우루이샹(侯瑞祥) : 종애(宗愛) 역
- 관산(关珊) : 추의(秋儀) 역
- 루이웨이항(芮伟航) : 승덕(承德) 역
- 우훙(吴弘) : 승안(承安) 역
- 장웨츠(张悦驰) : 장좌(江左) 역

### 상서부(尙書府)
- 왕리위안(王丽媛) : 이노부인(李老夫人) 역
- 바이판(白凡) : 이소연(李蕭然) 역
- 톈리(田麗) : 질운유(叱雲柔) 역
- 후차이훙(胡彩虹) : 온의(溫儀) 역
- 왕완쥐안(王婉娟) : 주설매(周雪梅) 역
- 류제(刘洁) : 칠이낭(七姨娘) 역
- 난푸룽(南伏龙) : 이민봉(李敏峰) 역
- 펑더우더우(彭豆豆) : 이상희(李常喜) 역
- 량전룬(梁振伦) : 이민덕(李敏德) 역
- 저우메이이(周美毅) : 춘명(春茗) 역
- 무러언(穆乐恩) : 백지(白芷) 역
- 톈이시(田一希) : 자언(紫煙) 역
- 창스신(常仕欣) : 단향(檀香) 역
- 진포한(金泊含) : 용아(蓉兒) 역
- 펑잉잉(彭莹莹) : 취아(翠兒) 역
- 주싱위(朱星宇) : 평안(平安) 역
- 왕옌즈(王妍之) : 군도(君桃) 역

### 질운부(叱雲府)
- 탕자췬(唐嘉群) : 질운노부인(叱雲老夫人) 역
- 진한(金瀚) : 질운남(叱雲南) 역
- 지샤오빙(季肖冰) : 질운사(叱雲四) 역
- 장청하오(张晟豪) : 질운위(叱雲威) 역
- 양쭈칭(杨祖青) : 홍라(紅羅) 역

### 북양(北涼)
- 류쉐화(劉雪華) : 북양태후(北涼太后) 역
- 탄카이(谭凯) : 북양황제(北涼皇帝) 역
- 쑨웨이(孙玮) : 명숙(明叔) 역

### 유연(柔然)의 왕족
- 왕웨이(王伟) : 복양태후(安樂公主) 역
- 리앙(李昂) : 초통령(焦統領) 역

### 완의국(浣衣局)
- 한옌(韩燕) : 임량사(林良使) 역
- 리자시(李嘉熙) : 채병(彩屛) 역

### 기타
- 다이춘룽(戴春荣) : 유씨(劉氏) 역
- 랴오쑹메이(廖松梅) : 나 엄마(羅媽媽) 역
- 왕톈훙(王天虹) : 유홍(柳紅) 역
- 류펑강(刘风岗) : 유태의(劉太醫) 역
- 리이샤오(李依晓) - 진짜 이미앙 역
- 멍페이(孟飞) : 고윤(高允) 역
- 장전(蒋祯) : 소림자(小林子) 역
- 장헝핑(张衡平) : 복양 승려 역